# 開山斧
開山斧（かいざんふ）は、中国神話に登場する聖王・禹（う）が治水事業で使用したとされる神斧。山岳を劈（ひら）き河道を開削する超自然的な力を有するとされ、後世に「自然征服」の象徴として文学・宗教儀礼で再解釈された。

## 神話的起源
治水神器
『拾遺記』卷二「夏禹」条に「禹鑿龍関之山，揮斧裂石，通九淵之洪流」と記述。斧の威力を「雷公打鉄、雨娘淋水」と神格化する描写も見られる。
道教儀礼
道教の「鎮山科儀」で悪龍・山魈（さんしょう）を封じる法器として用いられ、鉱山労働者の守護神としても奉納された。

## 文学的展開
1. 『封神演義』
  - 第三十九回にて、黄飛虎の部下・周紀が「開山斧」を使用し、山道を開削する場面が描写される[4]。ただし「千鈞」の表現は武器の重量ではなく「威力」を強調する修辞である。
2. 『西遊記』
  - 第四回で巨霊神が「宣花斧」で花果山を劈こうとする場面は、開山斧のイメージを継承[5]。
3. 構造的特徴：  
  - 斧身に「雷紋」や「雲文」を刻み、柄部は青銅製とされる[6]。

## 文化的意義
自然克服の象徴：
治水神話を通じ、古代中国の土木技術を「神意による業」として正当化する役割。
労働信仰の対象：
鉱夫・治水工事従事者が安全祈願のため「開山斧」の小像を携帯する習俗が明代まで残る。